# Communauté de communes Portes de France (Ardennes)
Die Communauté de communes Portes de France ist ein ehemaliger französischer Gemeindeverband mit der Rechtsform einer Communauté de communes im Département Ardennes in der Region Grand Est. Sie wurde am 1. Januar 2014 gegründet und umfasste 22 Gemeinden. Der Verwaltungssitz befand sich im Ort Rocroi.

## Historische Entwicklung
Der Gemeindeverband entstand 2014 durch die Fusion der Vorgängerorganisationen
- Val et Plateau d’Ardenne und
- Plaines et Forêts de l’Ouest Ardennais.

Mit Wirkung vom 1. Januar 2017 fusionierte der Gemeindeverband mit der Communauté de communes Meuse et Semoy und bildete so die Nachfolgeorganisation Communauté de communes Vallées et Plateau d’Ardenne.

## Ehemalige Mitgliedsgemeinden
1. Blombay
2. Bourg-Fidèle
3. Le Châtelet-sur-Sormonne
4. Gué-d’Hossus
5. Ham-les-Moines
6. Harcy
7. Laval-Morency
8. Lonny
9. Les Mazures
10. Montcornet
11. Murtin-et-Bogny
12. Neuville-lès-This
13. Renwez
14. Rimogne
15. Rocroi
16. Saint-Marcel
17. Sévigny-la-Forêt
18. Sormonne
19. Sury
20. Taillette
21. This
22. Tremblois-lès-Rocroi